# Gaius Fidus Loreianus
Gaius Fidus Loreianus (vollständige Namensform Gaius Fidus Quinti filius Galeria Loreianus) war ein im 2. Jahrhundert n. Chr. lebender Angehöriger des römischen Ritterstandes (Eques).
Durch ein Militärdiplom, das auf den 29. Juni 120 datiert ist, ist belegt, dass Loreianus im Jahr 120 Kommandeur der Ala Hispanorum war, die zu diesem Zeitpunkt in der Provinz Dacia superior stationiert war. Er war in der Tribus Galeria eingeschrieben.